# David Cassel

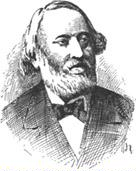
David Cassel in der Jewish Encyclopedia

David Cassel (geboren am 7. März 1818 in Glogau; gestorben am 22. Januar 1893 in Berlin) war ein deutscher Pädagoge und Hebraist.

## Leben und Wirken
Cassel promovierte 1842 an der Berliner Universität und erhielt sein Rabbinerdiplom 1843 aus den Händen von Zacharias Frankel und Jacob Joseph Oettinger. Er war nun als Privatlehrer und Lehrer tätig und wurde 1846 Direktor des ältesten jüdischen Erziehungsanstalt, der Dina-Zaduck Nauensche Stiftung, für bedürftige Jungen und Weisenknaben. In seiner Berliner Zeit entwickelte sich eine Freundschaft zum Rabbiner Michael Sachs, der auch aus Glogau stammte.
David Cassel forschte und lehrte an der Hochschule für die Wissenschaft des Judentums in Berlin und verfasste mehrere Lehr- und Wörterbücher. Mit Moritz Steinschneider war er 1844 an der Planung einer Real-Enzyklopädie des Judenthums beteiligt. Seit 1857 war er Mitglied der Gesellschaft der Freunde.
Bis 1886 gehörte Cassel zum Lehrpersonal des Berliner Beth Hamidraschs (Das Lehrhaus) in der Heidereutergasse 4.
Sein Grab befindet sich auf dem Jüdischen Friedhof in Berlin-Weißensee.

## Werke

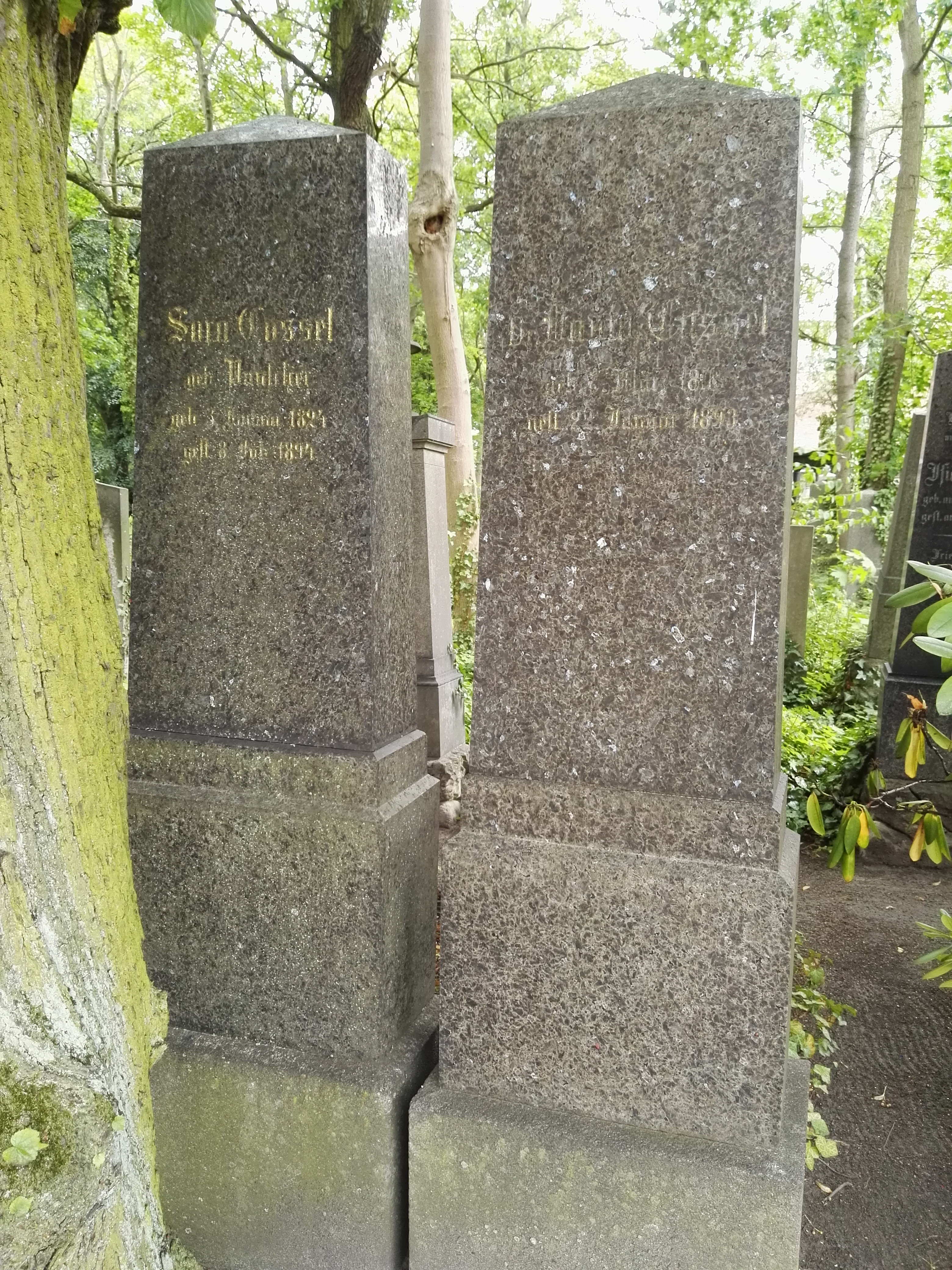
Grabstätte auf dem Jüdischen Friedhof in Berlin-Weißensee

- David Cassel: Rechtsgutachten der Geonim Nach einer Handschrift herausgegeben von David Cassel. Mit einer Einleitung von S. L. Kapoport. Zum Druck befördert von L. Zarinsansky. Friedländer, 1848, online (in hebräischer Sprache) (google.de).
- Sabbat-Stunden zur Belehrung und Erbauung der israelitischen Jugend, 1868 (Nachdruck als Zweite Auflage, Berlin 1920).
- Offener Brief eines Juden an Herrn Professor Dr. Virchow, Berlin 1969.
- David Cassel: Lehrbuch der jüdischen Geschichte und Literatur. Bibliographisches Institut & F. A. Brockhaus, Leipzig 1879, online (in deutscher Sprache) (google.de).
- David Cassel: Die Armen-Verwaltung im alten Israel Vortrag des Herrn D. Cassel, gehalten im akademischen Verein für jüdische Geschichte und Literatur in Berlin. C.H. Müller, 1887, online (google.de).
- Hebräisch-deutsches Wörterbuch. Zehnte Auflage, Breslau 1920.